# Fetznalm
Die Fetznalm (auch: Fetzenalm, Vordere Rottauer Alm/Alpe, Wallersauer Wiese) ist eine Alm in Grassau.

## Bauten
Auf der Fetznalm befinden sich drei Gebäude.
Der Kaser im Talhausstil wurde 1974 erbaut und ersetzt den Vorgängerbau, einen „kleinen Kaser mit unschönem Anbau“ aus dem Jahr 1889. Die Hütte ist aus Stein gemauert, verputzt und geweißelt und ab dem Kniestock sowie am gesamten Westgiebel verbrettert. Die Hütte hat eine Giebellaube. Der Zugang befindet sich auf der östlichen Giebelseite und ist an der südlichen Traufseite zusätzlich zweitürig erschlossen. Der Vouhaagl vor dem Ostgiebel ist mit unter dem vorgezogenen Dach rautenförmig verlegten Terrakottaplatten, umlaufendem Rasen und einem Staketenzaun gestaltet. Zudem befindet sich dort ein aktiver Laufbrunnen mit einem Holzgrand.
Weitere Gebäude sind der Wies-Stadel und die Forsthütte am nördlichen Rand der Almlichte. Diese stammt aus dem Jahr 1919 und ist in waldkantiger Blockbauweise hergestellt. Der Eingang liegt am Südgiebel, zur Giebellaube führt eine Freitreppe.

## Heutige Nutzung
Die Fetznalm ist bestoßen.

## Lage
Die Fetznalm ist die nordwestlichste Alm der Grassauer Almen und liegt östlich unterhalb der Mösererwand auf einer Höhe von 840 m ü. NN.